# Mordkommission

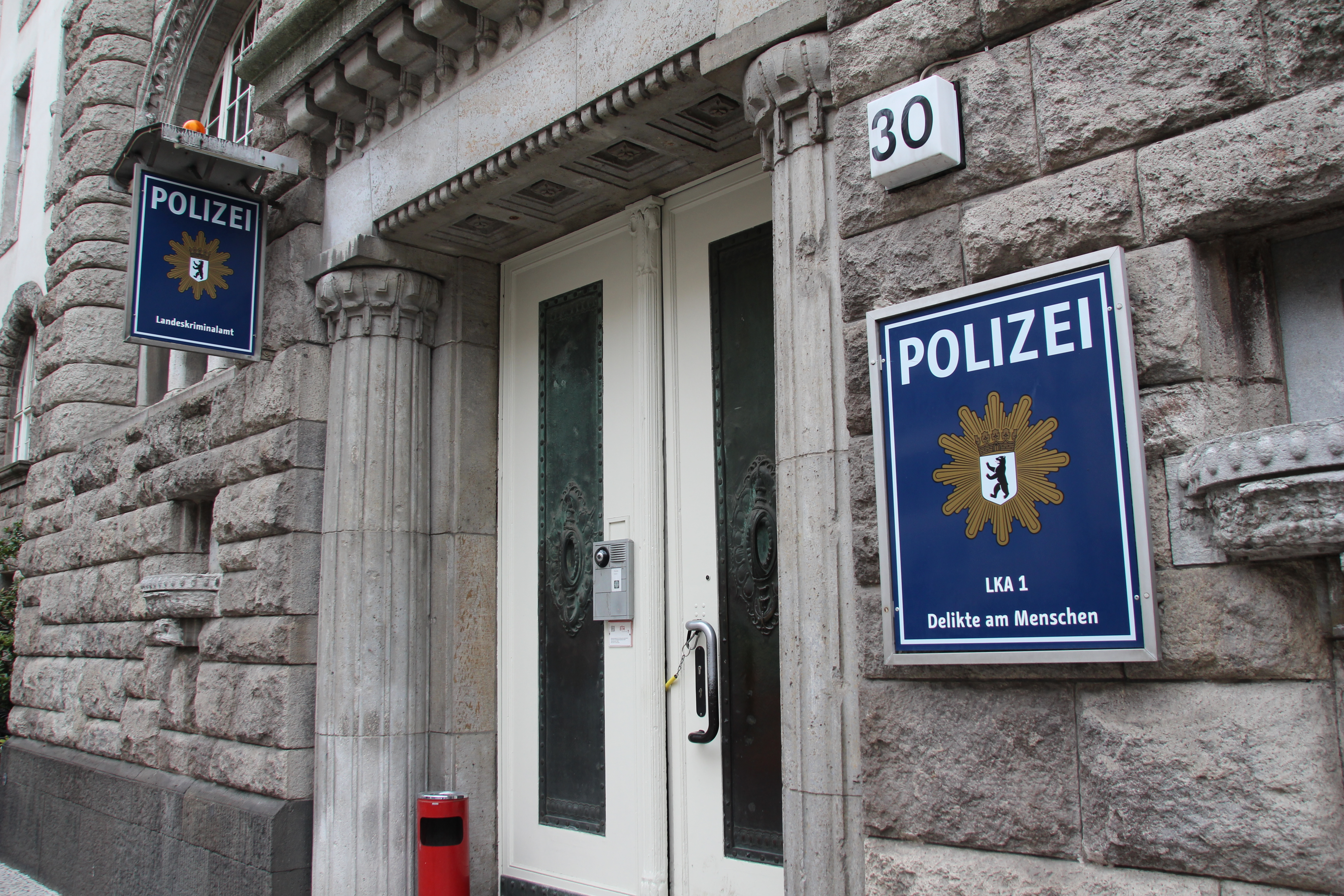
Mordkommission der Polizei Berlin

Eine Mordkommission (MK) ist eine polizeiliche Organisationseinheit der Kriminalpolizei zur Aufklärung von Kapitalverbrechen (Straftaten gegen das Leben; z. B. Mord und Totschlag). In der Volkspolizei der DDR hieß sie Morduntersuchungskommission.

## Organisation
Sie wird für einen konkreten Fall, bei dem der Verdacht eines Tötungsdeliktes besteht, gegründet, oder es wird eine Bereitschaftsmordkommission angerufen, deren Leiter über die Übernahme des Falles entscheidet.
Die Mordkommission besteht aus einem Kommissionsleiter, einem Aktenführer, einem Tatortteam und mehreren Ermittlungsteams. Die Ermittler sind spezialisiert auf Personal-, Sach- oder Tatortbeweiserhebung (Spurensicherung) sowie auf Ermittlungen (z. B. Fallanalyse).
Es gibt kleine und große Mordkommissionen. Eine große Mordkommission kann durchaus aus 20 Ermittlern bestehen. Im konkreten Fall können auch mehrere kleine bzw. große Mordkommissionen eingerichtet sein. 
Die Bezeichnung „Mordkommission“ und die Zuständigkeit einer Dienststelle für Tötungsdelikte ist nicht bundesweit einheitlich. So gibt es bei der bayrischen Polizei z. B. im Bereich des Polizeipräsidiums Mittelfranken das „Kriminalfachdezernat 1 Nürnberg“, das am ehesten einer Mordkommission entspricht. Es ist aber daneben auch für andere Verletzungen höchstpersönlicher Rechtsgüter und für den Staatsschutz zuständig und örtlich nur für das Stadtgebiet Nürnberg. Für die anderen Städte und Landkreise Mittelfrankens gibt es keine Mordkommissionen oder Kriminalfachdezernate. Dort ist für die Ermittlung bei Mordfällen die jeweilige örtliche Kriminalpolizeiinspektion zuständig. Eine „Mordkommission Franken“, wie in der Fernsehserie Tatort dargestellt, existiert nicht. In München gibt es innerhalb des Kriminalfachdezernats 1 ein Kommissariat 11 mit der Zuständigkeit „Vorsätzliche Tötungsdelikte/Geiselnahme/Menschenraub“, also auch keine Mordkommission im engeren Sinne.
Tötungsdelikte, die durch Verkehrsunfälle geschehen sind, werden meist nicht von der Mordkommission, sondern von dem Verkehrskommissariat bearbeitet.
Weitere am Fall mitermittelnde Personen wie Rechtsmediziner, Beamte der Schutzpolizei oder Staatsanwälte gehören nicht zur Mordkommission, sind aber eng beteiligt.